# Přádelna bavlny Ferdinand Přibyl a synové
Přádelna bavlny Ferdinand Přibyl a synové ve Slaném (dříve Honoré de Liser, přádelna bavlněné příze) je průmyslový objekt přádelny bavlny ve slánské místní části Kvíček, v ulici K. H. Borovského, čp. 36 (na pozemku parcelní číslo st. 73/1 v katastrálním území Kvíc). V areálu továrny se nachází i vila původního majitele a rozsáhlý park.

## Historie
První přádelna bavlny vznikla ve Slaném v roce 1842. W. Sandter ji zbudoval v Ouvalově ulici. Sedmipodlažní přádelna měla 7 000 vřeten a byla poháněna parním strojem o výkonu 59 HP. V roce 1874 přešla přádelna do majetku francouzské firmy Basch a de Liser z Havru. Koncem 19. století zde pracovalo asi 350 dělníků, a objem výroby byl přes milion liber bavlněné příze ročně. Přádelna v prosinci roku 1900 do základů vyhořela.
Honoré de Liser nechal postavit novou přádelnu v místní části Kvíček. Projekt nové přádelny vypracovala švýcarská projekční kancelář Séquin & Knobel v roce 1902. Nosnou ocelovou nýtovanou konstrukci provedla kladenská Poldina huť. Stavbu provedla firma slánského stavitele Václava Havránka. Čtyřpodlažní továrna je doplněna schodišťovým objektem, dominantou objektu, který je zakončen stylizovaným cimbuřím. Zde byl původně umístěn vodojem pro hasicí systém, který měl zabránit opakování požární katastrofy. Vedle hlavní budovy stojí v blízkosti strojovna a tovární komín.
Honoré de Liser zemřel v roce 1914 a jeho syn Carlo v roce 1918 prodal podnik firmě Ferdinand Přibyl a synové. Továrna v té době měla 20 000 instalovaných vřeten. Rodina Ferdinanda Přibyla provozovala továrnu až do znárodnění v roce 1945. Poté byla přádelna začleněna do Sdružení bavlnářských závodů Praha. Později se stala součástí n. p. Benar v Benešově nad Ploučnicí. Po roce 1990 byla továrna vrácena potomkům původních majitelů. Ti stavbu prodali v roce 2002. V roce 2005 provozovala přádelnu firma Vecco.
Dokumentace přádelny (obchodní korespondence, účetní doklady) je uložena ve Státním oblastním archivu v Praze.
V roce 2017 proběhla demolice některých objektů v areálu. Původní tovární budova se má stát základem bytového objektu Fabrika Verde, kde má vzniknout 209 bytů.

## Galerie

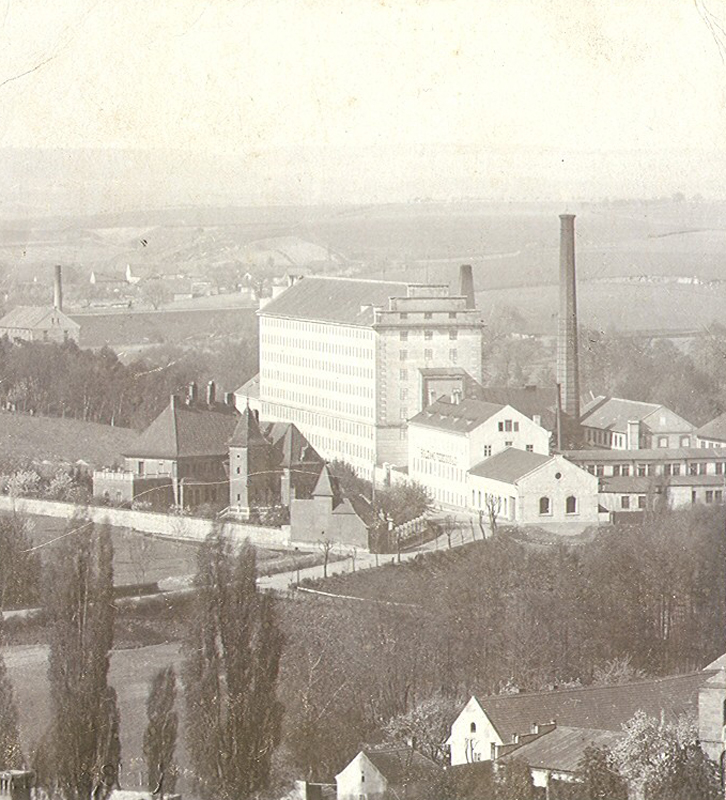
Přádelna W. Sandtera v Ouvalově ulici, stav před rokem 1900.
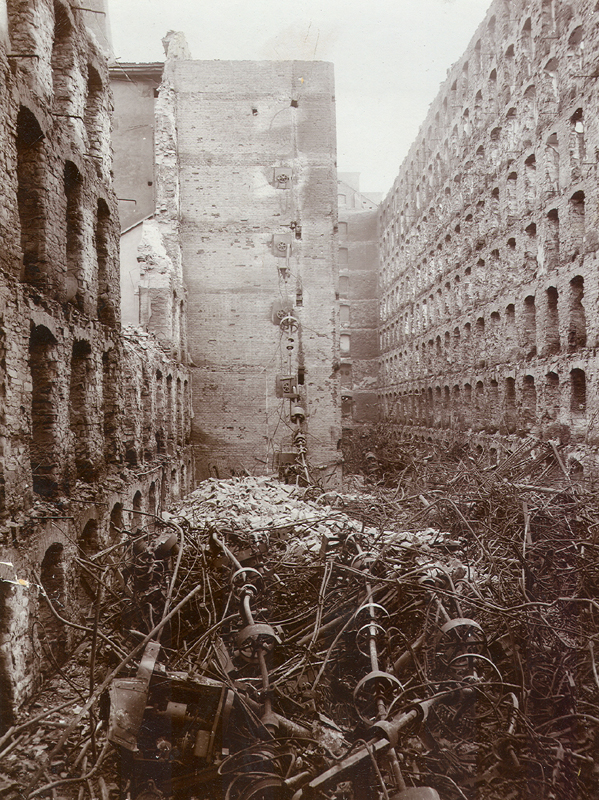
Přádelna W. Sandtera v Ouvalově ulici, stav po požáru v roce 1900.
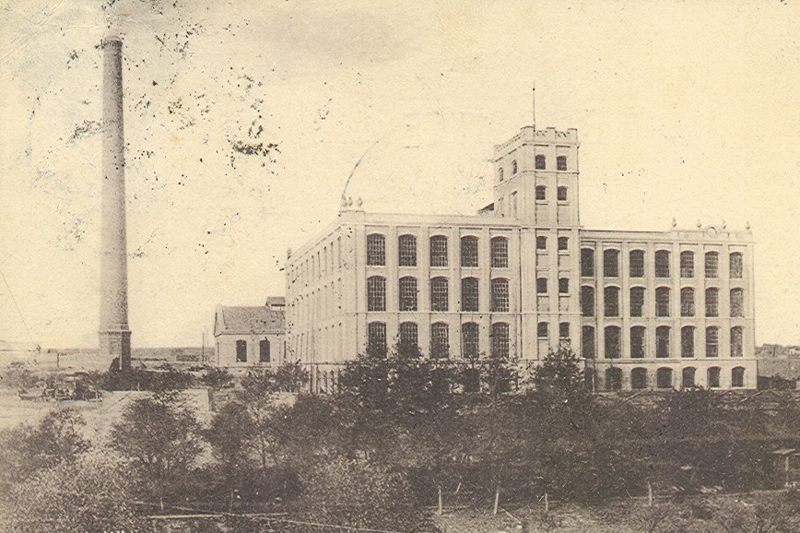
Slaný, Honoré de Liser, přádelna bavlněné příze krátce po dokončení.
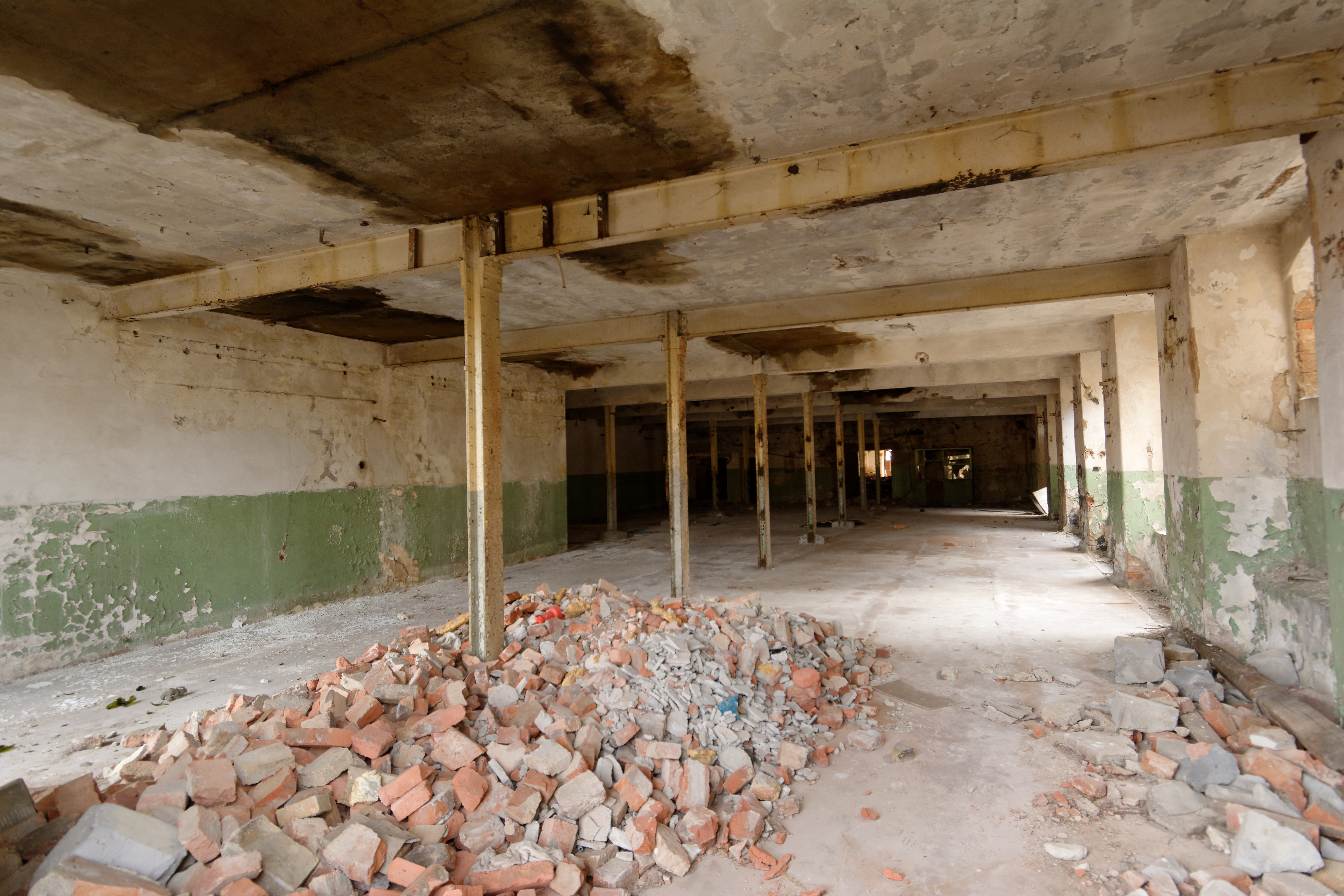
Ocelová konstrukce budovy (stav v roce 2018).